# مطبخ إثيوبي

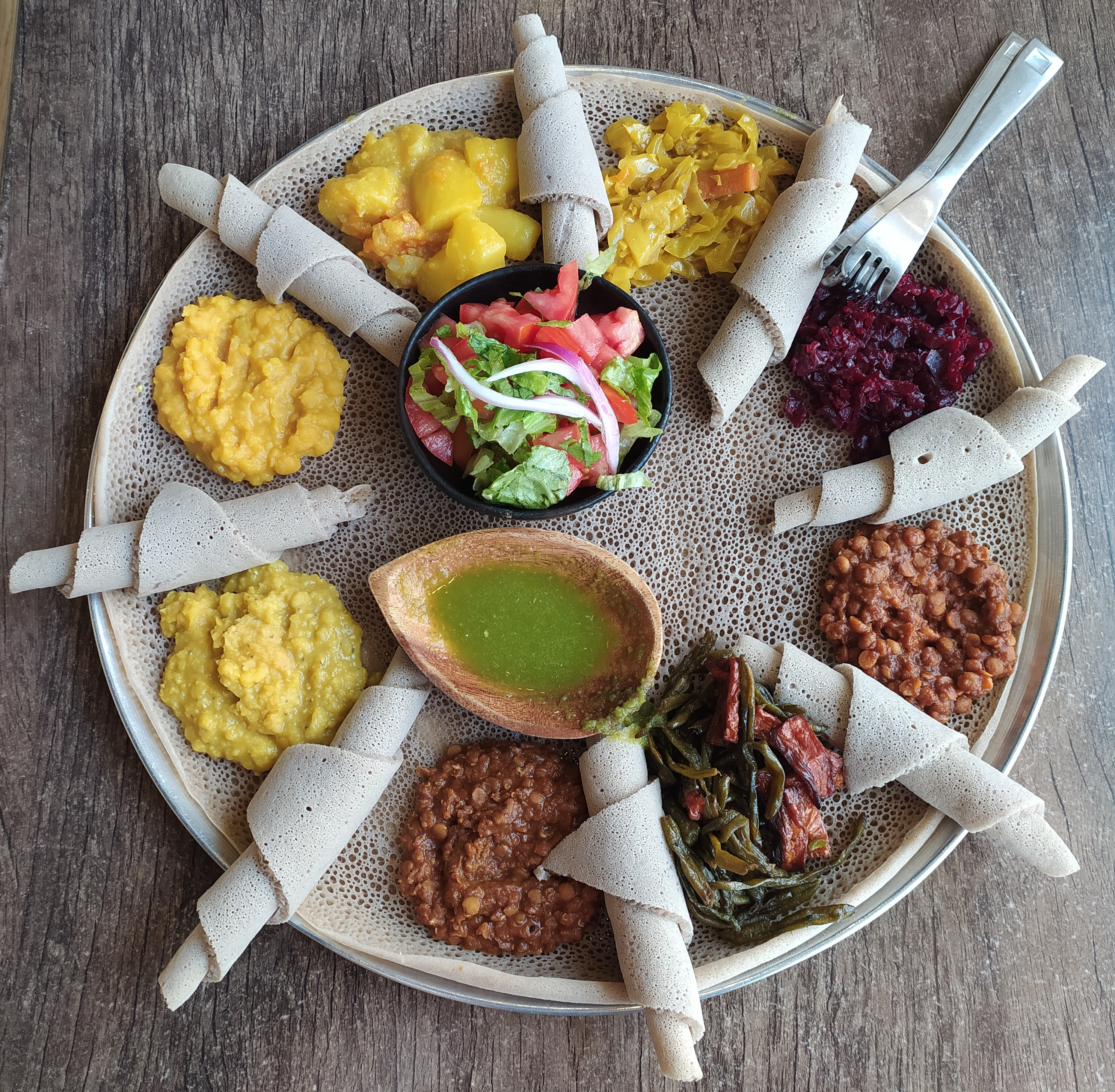
بيانيتو: هذه الوجبة التي تتكون من إنجيرا وأنواع عدة من واط (يخنة) هي نموذجية للمطبخ الإثيوبي.

موقع إثيوبيا

المطبخ الإثيوبي (بالأمهرية: የኢትዮጵያ ምግብ) يتكون بشكل مميز من أطباق نباتية وغالبًا ما تكون أطباق اللحم حارة جدًا. يتم تقديمه عادةً في شكل طبق واط، وهي يخنة سميكة، تُقدم فوق إنجيرا، وهو خبز رقيق كبير مصنوع من عجين مخمر، ويبلغ قطره حوالي 50 سنتمتر ومصنوع من دقيق التف مخمر. الإثيوبيون عادةً ما يأكلون بأيديهم اليمنى، باستخدام قطع من إنجيرا (injera) لتناول لقيمات من الأطباق الرئيسية والجانبية.
تفرض الكنيسة الأرثوذكسية الإثيوبية التوحيدية عددًا من فترات الصوم المعروفة باسم تسوم (ṣōm)، بما في ذلك جميع أيام الأربعاء والجمعة وموسم الصوم الكبير بأكمله (بما في ذلك خمسة عشر يومًا خارج الصوم الكبير نفسه). وفقًا لتقاليد الكنائس الأرثوذكسية المشرقية، لا يجوز للمؤمنين استهلاك أي نوع من المنتجات الحيوانية (بما في ذلك منتجات الألبان والبيض) خلال فترات الصوم؛ لذلك يحتوي المطبخ الإثيوبي على العديد من الأطباق التي تكون نباتية بالكامل.

## نظرة عامة

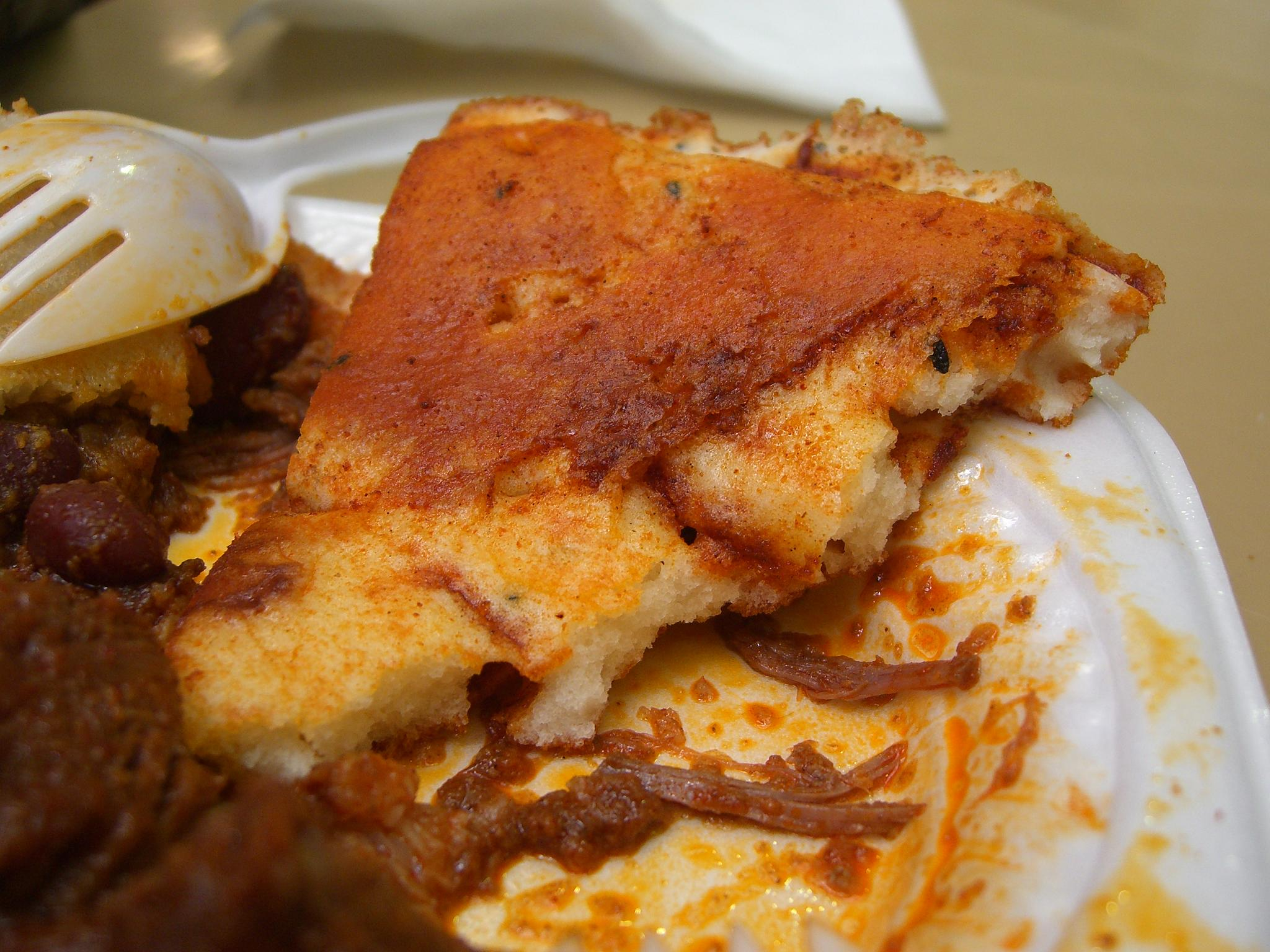
خبز الأعشاب الإثيوبي كيتا

يتكون الطبق النموذجي من مصحوبًا بيخنة حارة، والتي تشمل في كثير من الأحيان لحم البقر ولحم الضأن والخضروات وأنواع مختلفة من البقوليات (مثل العدس)، ويتم تناوله تقليديًا على سلة مسوب. تستخدم مطابخ إقليم شعوب جنوب إثيوبيا وإقليم سيداما أيضًا نبات الموز الكاذب (، Ge'ez: እንሰት ïnset)، وهو نوع من إنسيت. يتم سحق النبات وتخميره لصنع أطعمة مختلفة، بما في ذلك طعام يشبه الخبز يسمى كوتشو (Ge'ez: ቆጮ ḳōč̣ō)، والذي يؤكل مع كيتفو. يمكن أيضًا طحن جذر هذا النبات وتحضيره كمشروب ساخن يسمى بولا (Ge'ez: ቡላ būlā)، والذي غالبًا ما يُقدم للأشخاص الذين يشعرون بالتعب أو المرض. هناك أيضًا تحضير تقليدي آخر من الجوراج وهو القهوة مع الزبدة (كبيه). يتم أيضًا خبز خبز الأعشاب كيتا. كوانتا (أو كووانتا) هو لحم بقري مجفف بالهواء مع توابل تقليدية؛ يؤكل كوجبة خفيفة بمفرده أو كمكون في اليخنات والأطباق الأخرى.
بسبب الاحتلال الإيطالي القصير، أصبحت المعكرونة شائعة ومتوفرة بشكل متكرر في جميع أنحاء إثيوبيا، بما في ذلك المناطق الريفية. كما أن القهوة جزء كبير من الثقافة والمطبخ الإثيوبي. بعد كل وجبة، يتم إقامة مراسم القهوة وتقديم القهوة.

## التاريخ
يتأثر تاريخ المطبخ الإثيوبي بالإرث الزراعي للأمة. أحد المكونات الرئيسية للتقاليد هو إنجيرا – وهو خبز رقيق لاذع وناعم مصنوع من تف، وهو حبوب قديمة موطنها إثيوبيا. في أماكن تناول الطعام، يتم تقديم إنجيرا عادةً مع مجموعة من أطباق واط التي تشمل الخضروات والبقوليات واللحوم؛ أحد أنواعها، دورو واط، وهو يخنة دجاج حارة معززة ببربره، وهي مزيج من التوابل يتكون من الفلفل الحار والثوم والزنجبيل ومجموعة من التوابل الأخرى، وهو الطبق الوطني لإثيوبيا.
على مر التاريخ، تطور المطبخ الإثيوبي من خلال الروابط والتجارة مع دول أخرى، بالإضافة إلى الممارسات الدينية. على سبيل المثال، أثرت المعتقدات المسيحية الدائمة في إثيوبيا على تطوير الوجبات النباتية بسبب فترات الصوم التي تحظر تناول اللحوم. وبالمثل، أثرت العادات الإسلامية على أطباق اللحوم خلال بعض الاحتفالات مثل عيد الفطر.
تأثر الطعام الإثيوبي بجغرافيا البلاد ومواردها الزراعية الغنية، مثل العدس والفاصوليا والقهوة والتوابل المختلفة. تتضمن طقوس القهوة الإثيوبية التقليدية تحميص القهوة وتحضيرها وتقديمها بأهمية كبيرة، حيث يُعتقد أن القهوة نشأت في إثيوبيا. يتجاوز المطبخ الإثيوبي مجرد التغذية، حيث يلعب دورًا رئيسيًا في تناول الطعام الجماعي والتمثيل الثقافي.

## قيود على بعض اللحوم
يتجنب المسيحيون الأرثوذكس الإثيوبيون لحم الخنزير لأسباب ثقافية ودينية، بينما يتجنب اليهود الإثيوبيون والمسلمون الإثيوبيون تناول لحم الخنزير أو المأكولات البحرية لأسباب دينية؛ حيث يُحرم لحم الخنزير في اليهودية والإسلام. كما أن معظم البروتستانت الإثيوبيين أو بنتاي يمتنعون أيضًا عن تناول الأطعمة التي يمتنع عنها الأرثوذكس. يمتنع العديد من الإثيوبيين عن تناول بعض أنواع اللحوم، ويتناولون في الغالب أطعمة نباتية، جزئيًا بسبب ارتفاع تكلفة اللحوم والبيض ومنتجات الألبان.

## المكونات التقليدية

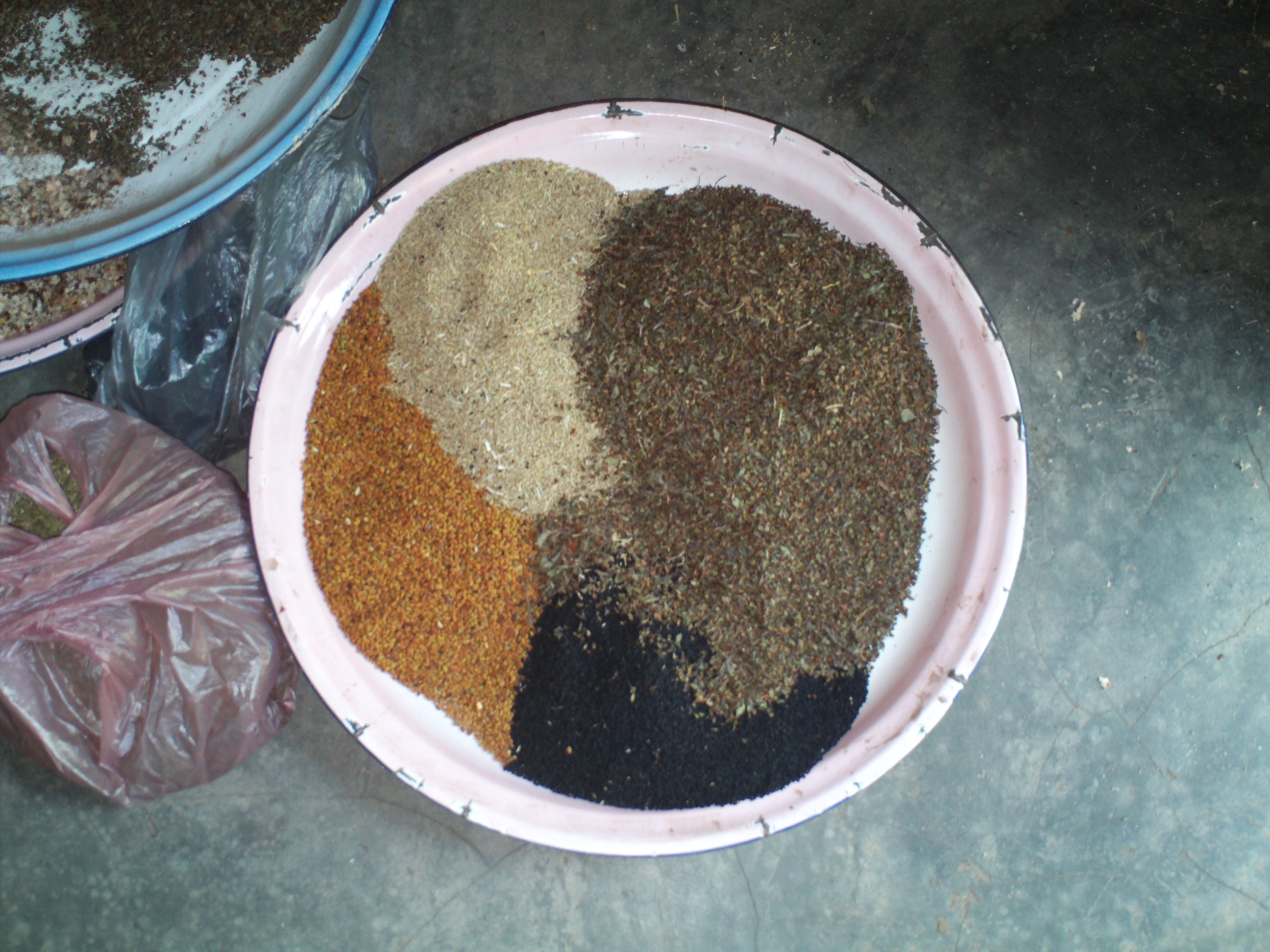
أجوان أو رادوني، كوراريما، حبة البركة والحلبة (باتجاه عقارب الساعة، من الأعلى) تُستخدم مع الفلفل الحار والملح لصنع بربره, وهو مكون أساسي في العديد من الأطباق الإثيوبية.

بربره، وهو مزيج من مسحوق الفلفل الحار والتوابل الأخرى (الهيل، الحلبة، الكزبرة، القرنفل، الزنجبيل، جوزة الطيب، الكمون والبهارات) هو مكون مهم يُستخدم لإضافة نكهة إلى العديد من الأطباق المتنوعة مثل يخنات الدجاج وأطباق السمك المخبوزة. كما أن نتر كيبيه، وهو زبدة مصفاة معززة بالزنجبيل والثوم والعديد من التوابل، يعتبر أساسيًا أيضًا.
ميت ميتا هو مزيج توابل مسحوق يُستخدم في المطبخ الإثيوبي. لونه برتقالي-أحمر ويحتوي على فلفل حار مطحون (بيري بيري)، بذور الهيل، القرنفل والملح. أحيانًا يحتوي على توابل أخرى مثل القرفة، الكمون والزنجبيل.
في التزامهم بالصوم الصارم، طور الطهاة الإثيوبيون مجموعة غنية من مصادر الزيوت النباتية – بالإضافة إلى السمسم والعصفر – لاستخدامها كبديل للدهون الحيوانية التي يُحظر استخدامها خلال فترات الصوم. يستخدم المطبخ الإثيوبي أيضًا نوج (المعروف أيضًا باسم "بذور النيجر").

## الأطباق

### الواط

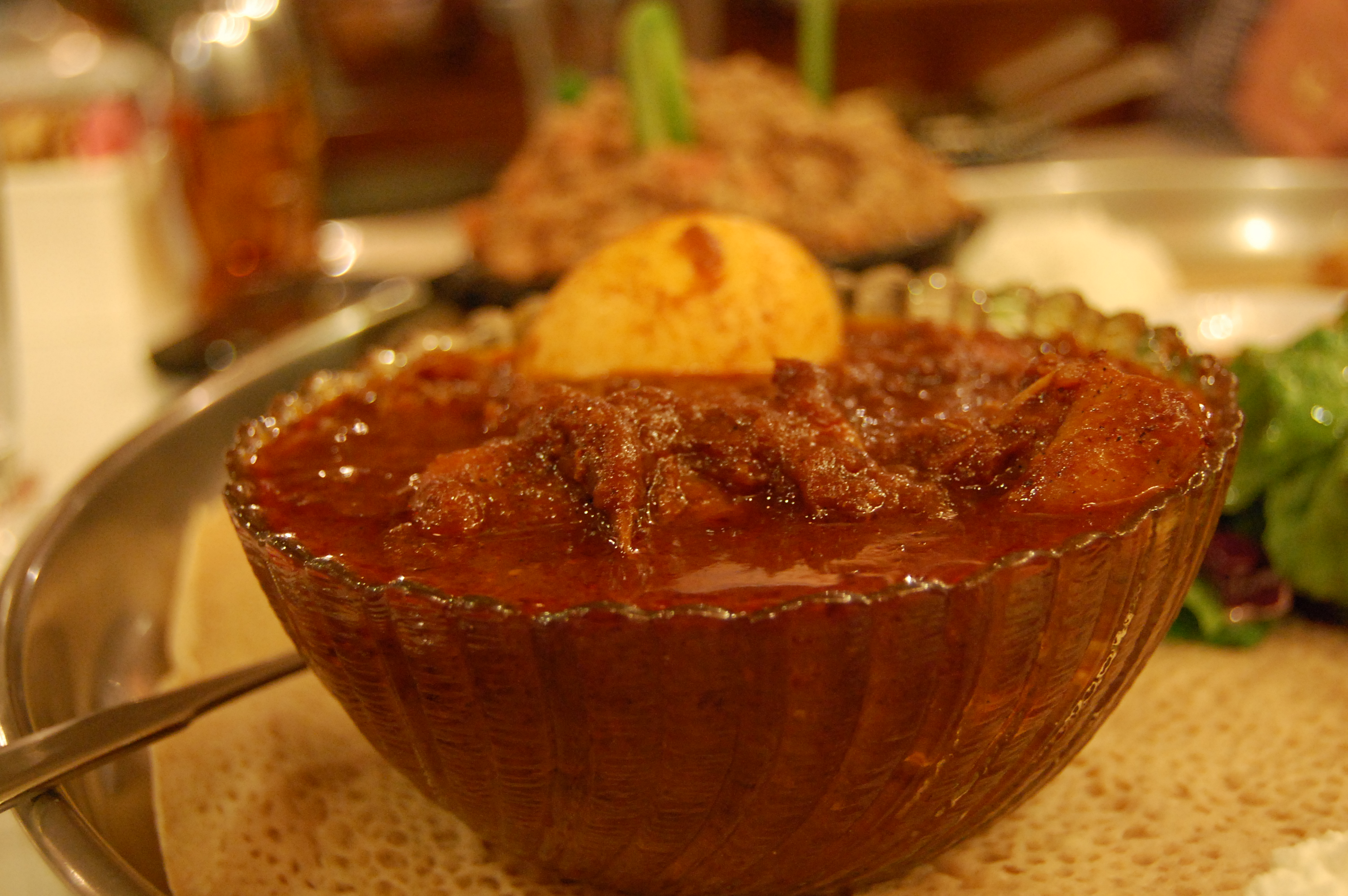
دورو واط، الذي يتكون من الدجاج المطهو والبيض المسلوق، هو أحد أشهر الأطباق لكسر الصيام الديني في إثيوبيا.

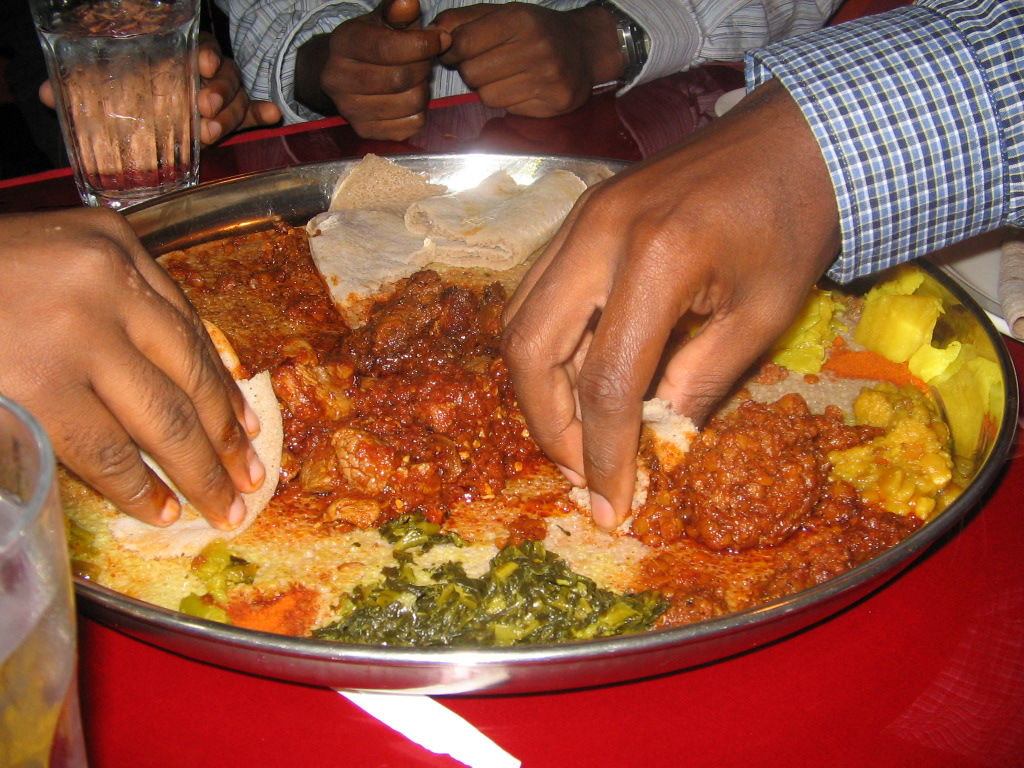
وجبة نموذجية من واط

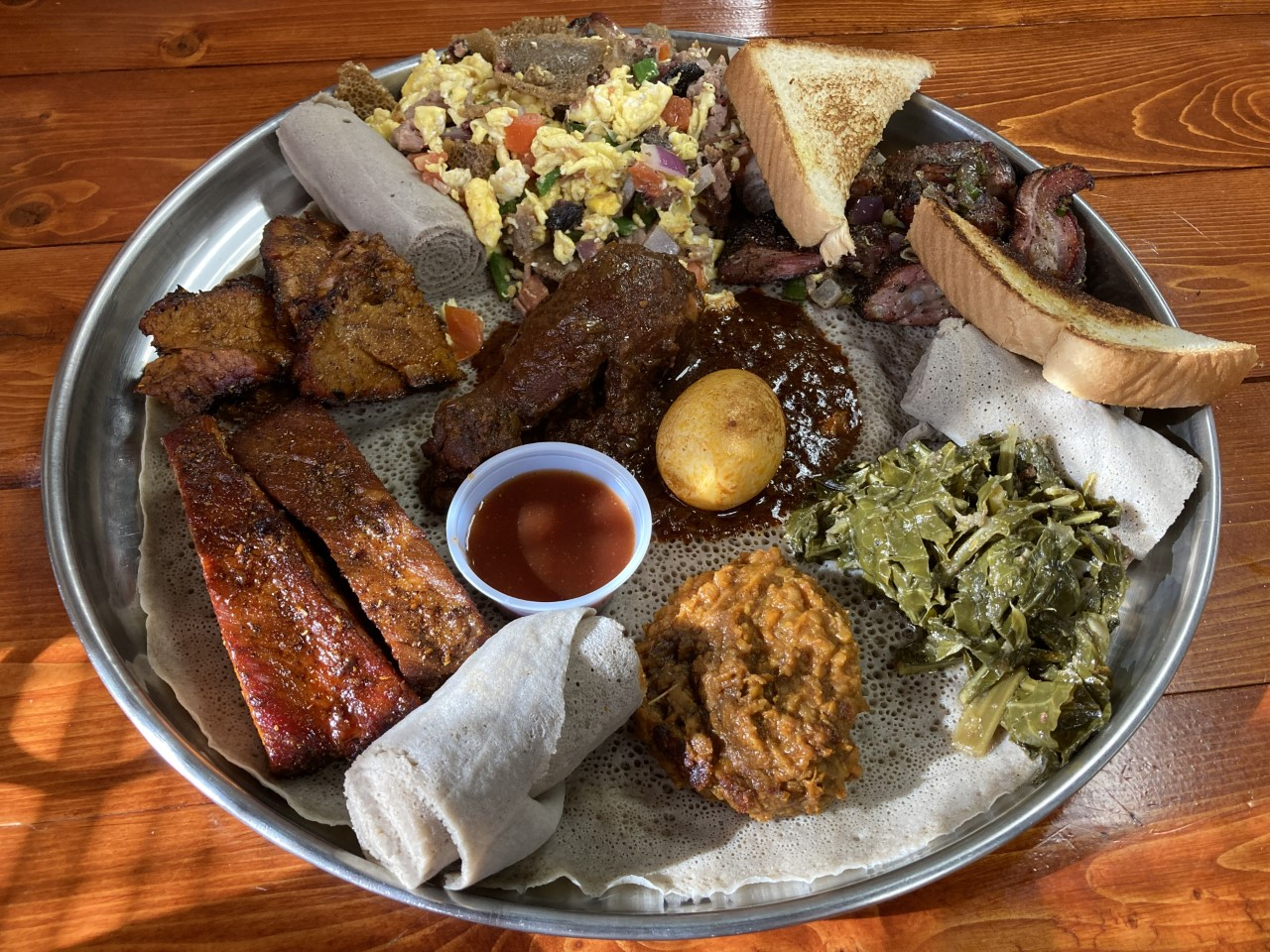
طعام إثيوبي ممزوج بتأثير الشواء الأمريكي

يبدأ تحضير واط بكمية كبيرة من البصل الأحمر المفروم، الذي يتم طبخه على نار هادئة أو تحميره في قدر. بمجرد أن يصبح البصل طريًا، يتم إضافة نتر كيبيه (أو في حالة الأطباق النباتية، زيت نباتي). بعد ذلك، يتم إضافة بربره لصنع كيي واط أو كييه تسيبيه الحار. يتم استخدام الكركم بدلاً من بربره لصنع أليتشا واط الألطف، أو يتم حذف كلا التوابل عند صنع اليخنات النباتية مثل أتكيلت واط. يمكن أيضًا إضافة لحوم مثل لحم البقر (ሥጋ، سِغا)، الدجاج (ዶሮ، دورو أو ديرهو)، السمك (ዓሣ، آسا)، الماعز أو الضأن (በግ، بيغ أو بيغي). يمكن أيضًا استخدام البقوليات مثل البازلاء المقسمة (ክክ، كِك أو كيكي) والعدس (ምስር، مِسِر أو بيرسين)؛ أو الخضروات مثل البطاطس (ድንች، دِنِتش)، الجزر والسلق (ቆስጣ) في الأطباق النباتية.
يتم تسمية كل نوع بإضافة المكون الرئيسي إلى نوع واط (مثل kek alicha wat). ومع ذلك، عادةً ما لا تكون كلمة كيي ضرورية، حيث يُفترض أن النوع الحار هو المقصود عند حذفها (مثل دورو واط). يُستخدم مصطلح "dinich'na caroht wat" الذي يعني ببساطة 'خضروات' أحيانًا للإشارة إلى جميع الأطباق النباتية، ولكن يمكن أيضًا استخدام اسم أكثر تحديدًا، والذي يترجم إلى "يخنة البطاطس والجزر"؛ ولكن عادةً ما يتم حذف كلمة أتكيلت عند استخدام المصطلح الأكثر تحديدًا).

### تيبس
يتم سوتيه اللحم مع الخضروات لصنع تيبس (أيضًا تيبس، تيبس، تيبس، إلخ، Ge'ez: ጥብስ ṭïbs). يتم تقديم تيبس بطرق متنوعة، ويمكن أن يتراوح من الحار إلى المعتدل أو يحتوي على القليل من الخضروات أو بدونها. هناك العديد من الاختلافات في هذه الأكلة، اعتمادًا على نوع أو حجم أو شكل قطع اللحم المستخدمة. يُستخدم لحم البقر ولحم الضأن ولحم الماعز بشكل شائع في تحضير تيبس.
وصف الزائر الأوروبي لإثيوبيا في منتصف القرن الثامن عشر ريميديوس بروتكي تيبس على أنه جزء من اللحم المشوي يُقدم "لإبداء إعجاب خاص أو إظهار احترام خاص لشخص ما." لا يزال يمكن رؤيته بهذه الطريقة؛ اليوم يتم تحضير هذا الطبق للاحتفاء بمناسبات خاصة وأعياد.

### كينتشي (كينتشي)
كينتشي (كينتشي)، وهو عصيدة، هو وجبة إفطار أو عشاء شائعة جدًا في إثيوبيا. إنه بسيط وغير مكلف ومغذي. يتم صنعه من القمح المكسور أو الشوفان الإثيوبي أو الشعير أو خليط من هذه المكونات. يمكن غليه إما في الحليب أو الماء مع قليل من الملح. يأتي نكهة كينتشي من نتر كيبيه، وهي زبدة متبلة. بمجرد طهيه، يتم خلط الكينتشي في المقلاة مع الزبدة المصفاة والمتبلة والزيت والبصل المقلي، على الرغم من أنه يمكن أيضًا الاستمتاع به بدون أي توابل إضافية.

### السلطات
أزيفا هي سلطة عدس إثيوبية مصنوعة من بذور الخردل والفلفل الحار والبصل، وهي طبق غالبًا ما يُقدم باردًا. بوتيتشا هي سلطة حمص إثيوبية غالبًا ما تُقدم باردة، ويتم مقارنتها أحيانًا بالحمص.

## أطباق عرقية

### أطباق الأمهرا
يتميز مطبخ الأمهرا بمجموعة واسعة من الأطباق والمشروبات، وغالبًا ما يتمحور حول إنجيرا، وهو خبز رقيق مخمر مصنوع من دقيق تف. يُعرف المطبخ باستخدامه للتوابل واليخنات الغنية وطرق الطهي التقليدية.
الأطباق
- إنجيرا – خبز رقيق مخمر مصنوع من دقيق التيف، ويُستخدم كقاعدة لمعظم الوجبات ويُستخدم لتناول اليخنات والأطباق.
- دورو واط – يخنة دجاج حارة مع بيض مسلوق، مُنكهة بمزيج توابل بربره ونتر كيبيه (زبدة مصفاة متبلة).
- تيبس – لحم مقلي (لحم بقر أو ضأن) مطهو مع البصل والطماطم والتوابل، وغالبًا ما يُقدم ساخنًا.
- سيغا واط – يخنة لحم بقر غنية وحارة مصنوعة من بربره ومطهوة ببطء حتى تصبح طرية.
- أنبابيرو – إنجيرا سميكة مقطعة طبقات ومغموسة في خليط من الزبدة وبربره، تُستمتع بنكهتها الغنية والمالحة.
- فر-فر – إنجيرا أو خبز مقطع ممزوج مع يخنة حارة أو واط، وغالبًا ما يُقدم كوجبة إفطار دسمة.
- آسا غولاش – يخنة سمك لذيذة مطهوة مع البصل والطماطم وبربره، وغالبًا ما تُقدم مع إنجيرا أو خبز.
- شيرو – يخنة مصنوعة من الحمص مع نوعين رئيسيين:
  - نيتش ميتين شيرو – مصنوعة من توابل خفيفة، مما ينتج عنه نكهة أخف.
  - كي ميتين شيرو – مصنوعة من بربره، مما يمنحها نكهة غنية وحارة.
- إيرغو – لبن تقليدي، غالبًا ما يُصنع من الحليب المخمر، ويُقدم كطبق جانبي أو يؤكل بمفرده.

وجبات خفيفة
- دابو (تشمل أنواع الخبز التقليدية: أمباشا، ديفو دابو، هيبيست) – .
  - أمباشا دابو – خبز احتفالي حلو قليلاً، مع لمسات زخرفية تُصنع على العجين قبل الخبز.
  - ديفو دابو – خبز مخبوز ملفوف بأوراق موز كاذب لنكهة فريدة.
  - هيبيست دابو – خبز مطهو على البخار ذو قوام ناعم.
- دابو كولو – وجبات خفيفة مقرمشة من العجين المقلي أو المخبوز، متبلة بقليل من التوابل، وتُعتبر وجبة خفيفة شائعة.
- كولو – شعير أو قمح محمص ممزوج بالفول السوداني، يُستمتع به كوجبة خفيفة مغذية ويمكن حملها بسهولة.

مشروبات
- تيلا – بيرة أمهرا تقليدية تُصنع من الشعير وحشيشة الدينار وأوراق غيشو، وغالبًا ما تُستهلك خلال الاحتفالات.
- تيج – نبيذ عسل أمهرا حلو، يُقدم في المناسبات الخاصة ويُعرف بنكهته المميزة.
- بيرز – مشروب عسل غير كحولي، مخمر قليلاً ويُستمتع به كمشروب منعش.

### أطباق الأورومو
يتكون مطبخ الأورومو من مجموعة متنوعة من الأطباق الجانبية النباتية أو اللحوم والأطباق الرئيسية. كجزء من عادة أو ممارسة أو اعتقاد راسخ، لا يأكل الناس لحم الخنزير في أوروميا.
- أنشوت – طبق شائع في الجزء الغربي من أوروميا
- بادو – السائل المتبقي بعد تخثر الحليب وتصفيته (جبن)
- مارقا – مادة تشبه العصيدة مصنوعة من القمح والحليب والفلفل الحار والتوابل
- تشيتشبسا – إنجيرا مقطعة تقلى مع مسحوق الفلفل الحار والجبن
- أوكامسا (أفاني) – لحم بقري مطحون مطهو مع التوابل والبصل المفروم والثوم والفلفل الحار الأخضر والزبدة المصفاة. [29]
- كووكو – يُعرف أيضًا باسم كوتشو، ولكنه ليس من نوع كوتشو الغوراجي بل نوع مختلف؛ طبق شائع في الجزء الغربي من أوروميا
- إيتو – يشمل جميع أنواع الخضروات (طماطم، بطاطس، زنجبيل، ثوم)، ولحم الضأن
- تشوكو – يُعرف أيضًا باسم ميسيرا؛ نكهة حلوة للحبوب الكاملة، متبلة بالزبدة والتوابل
- تشورورسا – طبق شائع في الجزء الغربي من أوروميا
- هولباتا – يخنة سميكة مطهوة ببطء، مصنوعة من مسحوق بذور الحلبة العضوية، البطاطس، أضلاع أو شرائح لحم الضأن المتبلة بالفلفل الحار والثوم وتوابل الطماطم، تُقدم فوق بيدينا؛ تُطهى غالبًا في منطقة شرق هراري ومنطقة غرب هراري في أوروميا
- دوكي – طبق شائع في جميع أنحاء ولاية أوروميا
- كينس – يشبه المرقا ولكنه مصنوع من الحبوب المقطعة بدلاً من الدقيق
- كورسو (أكاي) – وجبة خفيفة تُصنع عن طريق تحميص بذور الشعير[30]
- دادحي – مشروب مصنوع من العسل
- هانيدا/هانيد – طبق لحم ضأن مشوي ببطء يُقدم عادة مع الأرز
- شيتني/شاتا صوص – خليط من الأعشاب والفلفل يُستخدم كطبق جانبي للهانيدا
- فارشو – مشروب يشبه البيرة، مصنوع من الشعير

### أطباق الغوراج

#### كيتفو

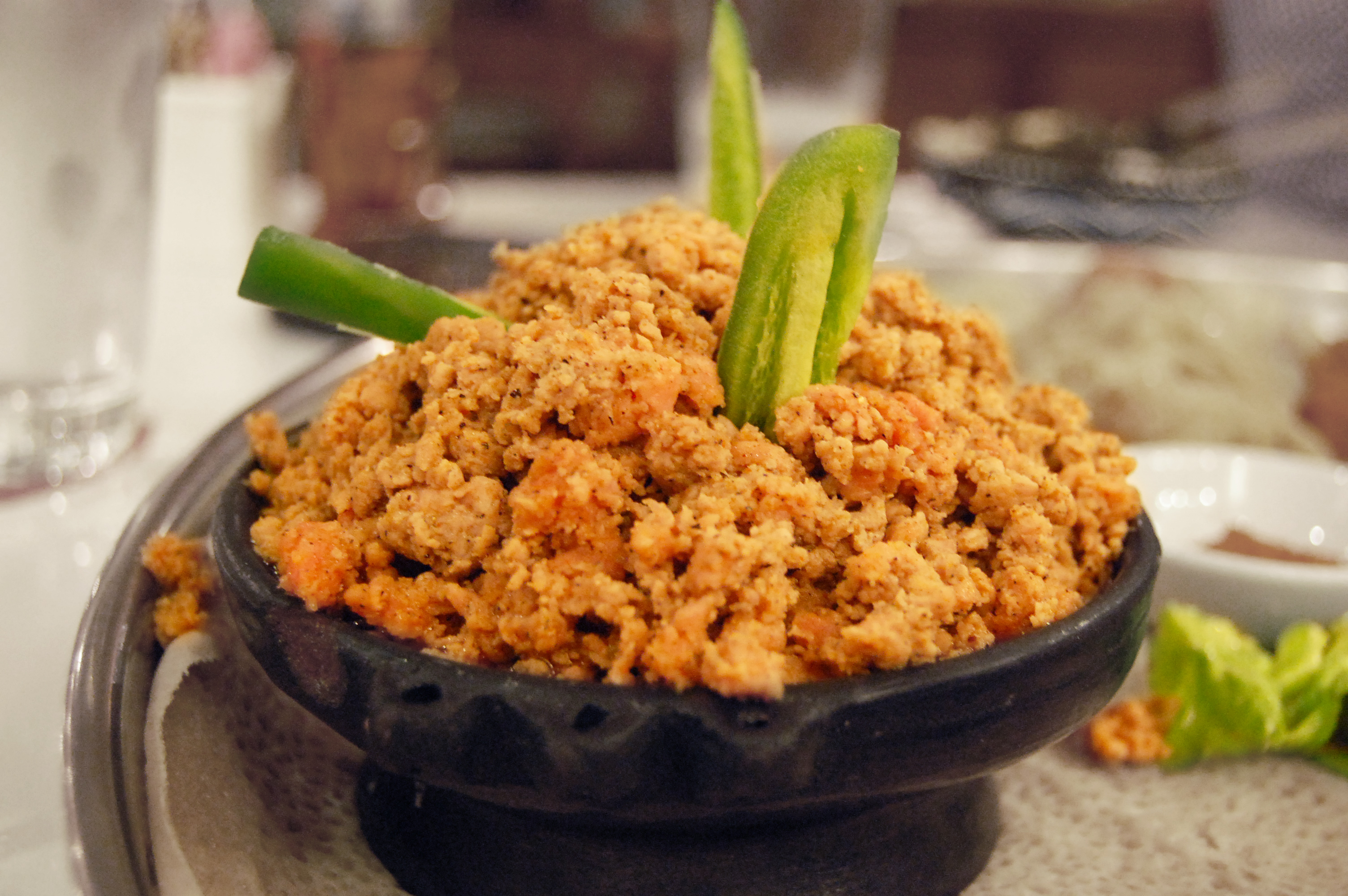
كيتفو يُقدم نادرًا

طبق آخر مميز في إثيوبيا هو كيتفو (غالبًا ما يُكتب كيتفو). يتكون من لحم بقري نيء (أو نادر) مفروم ومتبل بميت ميتا (Ge'ez: ሚጥሚጣ mīṭmīṭā، مسحوق فلفل حار جدًا يشبه بربره}}) ونتر كيبيه. غوريد غوريد يشبه إلى حد كبير كيتفو، ولكنه يستخدم لحم البقر المقطع إلى مكعبات بدلاً من المفروم.

#### أيبي
أيبي (أو أييب) هو جبن محلي مصنوع من خثارة مصل اللبن، وهو لطيف ومتفتت، يشبه في قوامه جبن فيتا المفتت. على الرغم من أنه ليس مضغوطًا تمامًا، إلا أن مصل اللبن قد تم تصفيته وعصره. غالبًا ما يُقدم كطبق جانبي لتخفيف تأثير الطعام الحار جدًا. ليس له طعم مميز خاص به. ومع ذلك، عند تقديمه بشكل منفصل، غالبًا ما يتم خلط أيبي مع مجموعة متنوعة من التوابل الخفيفة أو الحارة النموذجية لمطبخ الغوراج.

#### غومين كيتفو
غومين كيتفو هو طبق آخر نموذجي من الغوراج. يتم غلي الكرنب الأخضر (ጎመን غومين)، تجفيفه ثم تقطيعه ناعمًا وتقديمه مع الزبدة والفلفل الحار والتوابل. إنه طبق يُحضر خصيصًا لمناسبة مسكل، وهو عيد شعبي جدًا يُحيي ذكرى اكتشاف الصليب الحقيقي. يتم تقديمه مع أيبي أو أحيانًا حتى كيتفو في هذا التقليد الذي يُسمى دينجيسا.

### أطباق السيداما

#### واسا
نبات إنسيت (يُسمى ويسي في لغة السيداما) هو محور مطبخ السيداما، وبعد طحن وتخمير الجذر لإنتاج واسا، يتم استخدامه في تحضير عدة أطعمة.

#### بوراسامي
بوراسامي هو خليط مطهو من واسا والزبدة يُؤكل أحيانًا مع الخردل الإثيوبي و/أو الفاصوليا. يُؤكل تقليديًا باليد باستخدام ورقة موز كاذب ويُقدم في '{{شافيتا'، وهو وعاء خزفي يشبه المزهرية. أحد المتغيرات الشائعة لـبوراسامي يستخدم دقيق الذرة بدلاً من واسا ويُسمى باديلا بوراسامي. عادةً ما يُقدم بوراسامي مع مشروب لبن متبل يُسمى واتات. كلاهما أطعمة شائعة في الجنازات واحتفالات فيشي شامبالا، وهو رأس السنة السيدامية.

#### أمولتشو
أمولتشو هو خبز رقيق مصنوع من الإنسيت يُستخدم بشكل مشابه لإنجيرا لتناول اليخنات المصنوعة من لحم البقر أو الفطر أو الفاصوليا أو الكرنب أو القرع.

#### غومين با سيغا
غومين با سيغا (ጎመን በስጋ، أمهرية: "كرنب مع لحم") هو خليط مطهو من لحم البقر والخردل الإثيوبي يُقدم تحت طبقة من خبز {أمولتشو}}.

#### الذرة
تُعتبر الذرة (باديلا في السيدامو؛ تُعرف أيضًا باسم "الذرة" في أمريكا الشمالية) محصولًا شائعًا في سيداما، وغالبًا ما تُؤكل كوجبة خفيفة مع القهوة. يمكن طحنها لصنع الخبز، أو تحميصها على الكوز، أو يمكن نزع الحبوب لصنع بوكولو، الذي يُقدم إما مسلوقًا أو محمصًا.

## الإفطار

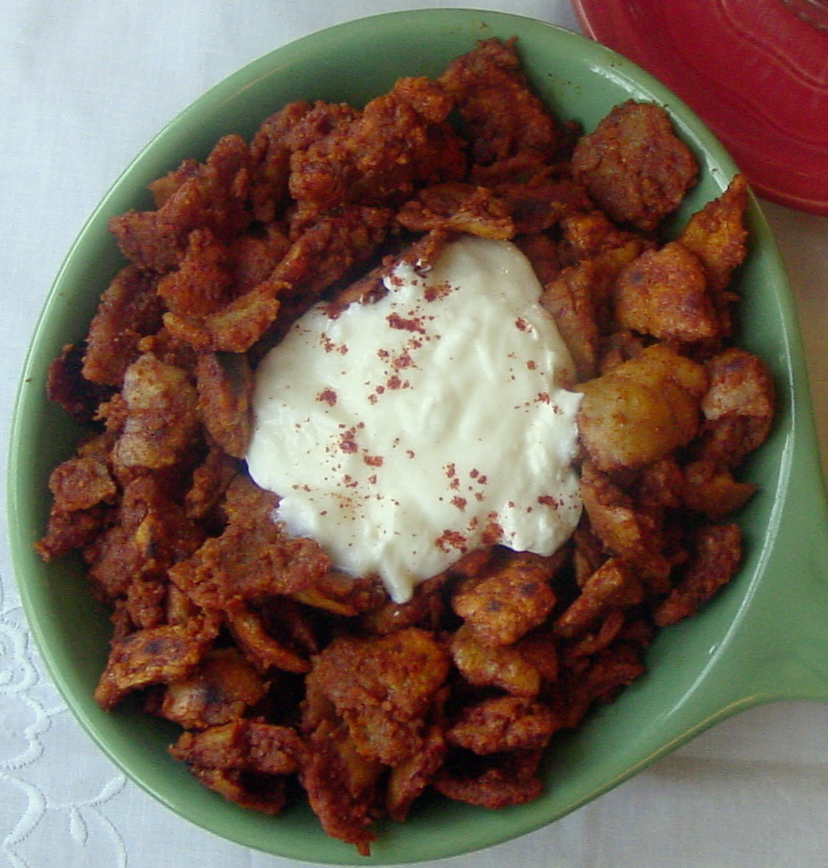
فت-فت، أو تشيتشبسا، المصنوعة من كيتشا (خبز غير مخمر)، نتر كيبيه (زبدة مصفاة متبلة) وبربره (توابل)، هي طعام إفطار نموذجي.

فت-فت أو فر-فر هو طبق إفطار شائع. يتم تحضيره من "إنجيرا" أو كيتشا المقطعة والمقلية مع التوابل أو طبق واط. طعام إفطار شائع آخر هو "فاتيرا"، وهو فطيرة كبيرة مقلية مصنوعة من الدقيق، غالبًا مع طبقة من البيض، تُؤكل مع العسل.
تشيتشبسا (أو كيتا فر-فر) تشبه فطيرة مغطاة ببربره ونتر كيبيه، أو توابل أخرى، ويمكن تناولها بالملعقة. جنفو هو نوع من عصيدة، وهو طبق إفطار شائع آخر. عادةً ما يُقدم في وعاء كبير مع حفرة في وسط الجنفو ومليئة بنتر كيبيه متبل.
توجد أيضًا نسخة من فول، وهي يخنة فول مدمس مع توابل، تُقدم مع لفائف مخبوزة بدلاً من "إنجيرا"، وهي أيضًا شائعة للإفطار.

## وجبات خفيفة
تشمل الوجبات الخفيفة الإثيوبية النموذجية دابو كولو (قطع صغيرة من الخبز المخبوز تشبه بريتزل)، أو كولو (شعير محمص أحيانًا ممزوج بحبوب محلية أخرى). يتم بيع كولو المصنوع من الشعير المحمص والمتبل، وبذور العصفر، والحمص و/أو الفول السوداني غالبًا من قبل الأكشاك والباعة المتجولين، ملفوفة في مخروط ورقي. حلاوة تُصنع من الفول السوداني. كما أن تناول الفشار والساموسا التقليدية المصنوعة من العدس هو أيضًا شائع.

## المشروبات

### المشروبات الكحولية التقليدية
هناك العديد من المشروبات الكحولية التقليدية المختلفة التي تُصنع في المنزل وتتكون من مكونات طبيعية.

#### تيلا
تيلا هي بيرة منزلية تُقدم في بيوت التيلا ("بيوت التيلا") التي تخصصت في تقديم التيلا فقط. التيلا هي المشروب الأكثر شيوعًا الذي يتم تحضيره وتقديمه في المنازل خلال العطلات.
هو مشروب كحولي يُحضر من بيكيل (الشعير) كمكون رئيسي وغيشو (رامنوس برينويدس) لغرض التخمير.
في لغة الأورومو، يُسمى المشروب فارصو وفي لغة التغرينية سوا.

#### تيج (نبيذ العسل)
تيج هو نبيذ عسل قوي. يشبه ميد، ويُقدم غالبًا في الحانات، خاصة في بيت التيج أو "بيت التيج".
يُحضر من العسل والغيشو. له طعم حلو ومحتوى الكحول فيه أعلى نسبيًا من التيلا. يمكن تخزين هذا المشروب لفترة طويلة؛ كلما طالت مدة التخزين، زاد محتوى الكحول وأصبح الطعم أقوى.

#### أريكي (كاتيكالا)
أريكي، المعروف أيضًا باسم كاتيكالا، هو على الأرجح أقوى مشروب كحولي في إثيوبيا. هو مشروب مقطر منزليًا يتم تصفيته غالبًا عبر الفحم لإزالة الطعم غير المرغوب فيه أو يتم تدخينه أو نقع الثوم فيه لإضافة النكهة.

### مشروبات غير كحولية
لدى الإثيوبيين مجموعة متنوعة من المشروبات التقليدية غير الكحولية التي تشمل مكونات طبيعية وصحية.

#### كينيتو (كيريبو)
كينيتو، المعروف أيضًا باسم كيريبو، هو مشروب تقليدي غير كحولي. يُستخدم غالبًا كبديل للتيلا لأولئك الذين لا يشربون الكحول.

#### بوردي
بوردي هو مشروب تقليدي مخمر يعتمد على الحبوب ويشتهر في جنوب إثيوبيا.

### المشروبات المصنعة
مثل بقية أنحاء العالم، يتمتع الإثيوبيون بعدة أنواع من البيرة المصنعة محليًا، بالإضافة إلى النبيذ ومنتجات غير كحولية مثل الكوكا كولا ومنتجات مشابهة.

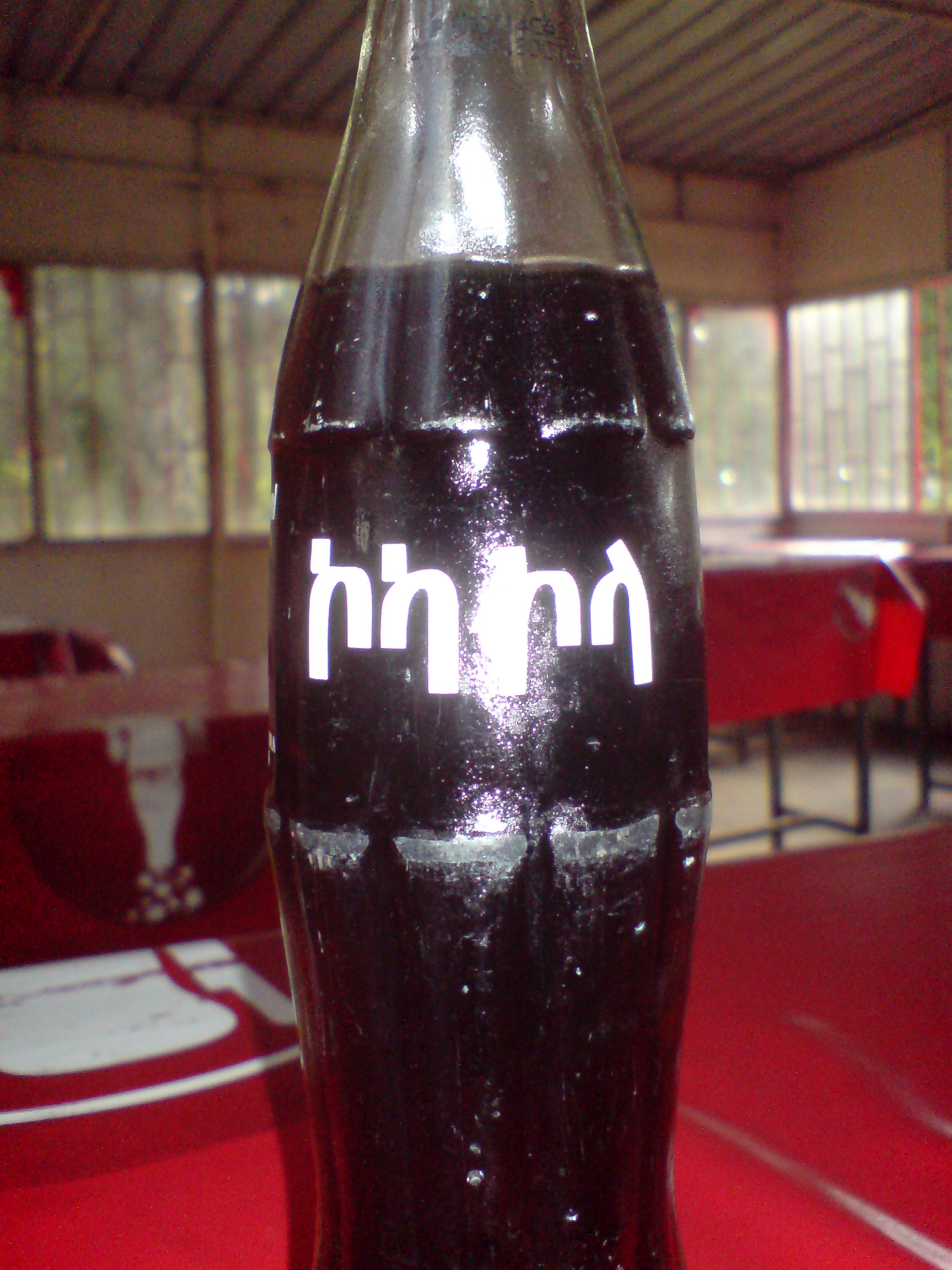
زجاجة كوكا كولا في إثيوبيا، مع الشعار المميز مكتوبًا بالخط الإثيوبي (الخط الجعزي)

مياه أمبو المعدنية أو أمبو ووها هي مياه معدنية غازية معبأة، تُستخرج من الينابيع في أمبو سينكيل بالقرب من مدينة أمبو.

### المشروبات غير الكحولية (المشروبات الساخنة)

#### أتميت
أتميت هو مشروب يعتمد على دقيق الشعير والشوفان، ويُطهى مع الماء والسكر وكيب (الزبدة الإثيوبية المصفاة) حتى تختلط المكونات لتكوين قوام أثقل قليلًا من الإيغ نوج. على الرغم من أن هذا المشروب غالبًا ما يُقدم للنساء المرضعات، إلا أن حلاوته وملمسه الناعم يجعلانه مشروبًا مريحًا لأي شخص يستمتع بنكهته.

#### القهوة

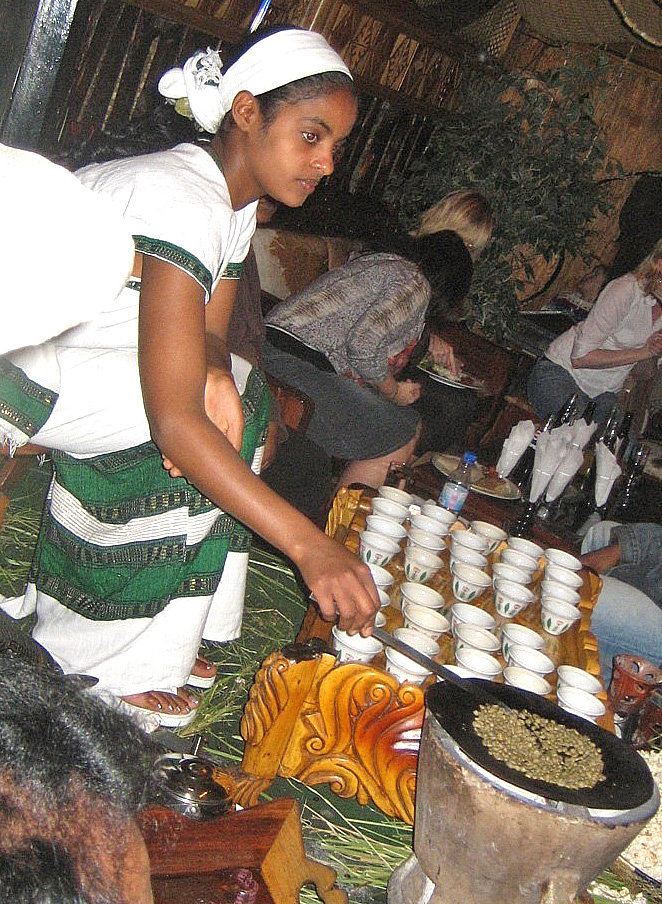
امرأة إثيوبية تحمص القهوة في طقوس القهوة التقليدية

وفقًا لبعض المصادر، يُرجح أن تناول القهوة (بونا) قد نشأ في إثيوبيا. تُعتبر القهوة مشروبًا وطنيًا رئيسيًا، وهي جزء مهم من التجارة المحلية.
طقوس القهوة هي الطريقة التقليدية لتقديم القهوة، وعادة ما تتم بعد وجبة كبيرة. غالبًا ما تتضمن استخدام الجبنة (ጀበና)، وهي إبريق قهوة مصنوع من الطين يُغلى فيه القهوة. يقوم الشخص الذي يحضر القهوة بتحميص حبوب القهوة أمام الضيوف، ثم يتجول في الغرفة ملوحًا بالدخان حتى يتمكن الحضور من استنشاق رائحة القهوة. بعد ذلك، يتم طحن حبوب القهوة باستخدام أداة تقليدية تسمى "مكشا". توضع القهوة في الجبنة، ثم تُغلى مع الماء وتُقدم في أكواب صغيرة تسمى سي'ني. عادة ما تُقدم القهوة مع السكر، ولكنها تُقدم أيضًا مع الملح في العديد من مناطق إثيوبيا. وفي بعض المناطق، يتم إضافة نتر كيبيه بدلًا من السكر أو الملح.
غالبًا ما يتم تقديم وجبات خفيفة، مثل الفشار أو الشعير المحمص (أو كولو)، مع القهوة. في معظم المنازل، توجد منطقة مخصصة لتحضير القهوة محاطة بالعشب الطازج، مع أثاث خاص لصانع القهوة. تتكون الطقوس الكاملة من ثلاث جولات من القهوة (أبول، تونا، وبريكا)، ويصاحبها حرق البخور.

#### الشاي (شاي)
إذا تم رفض القهوة، فمن المرجح أن يتم تقديم الشاي. يُزرع الشاي في إثيوبيا في منطقتي غومارو ووشووش.

#### أوراق القهوة المغلية
في جميع أنحاء جنوب إثيوبيا، تشرب العديد من المجموعات أوراق القهوة المغلية، والتي تُعرف باسم كوتي بين شعب الهاراري في الشرق وكاري بين شعب الماجانغ في الغرب. غالبًا ما يتم تحضيرها بتوابل وتوابل متنوعة، مثل السكر والملح والرو (نبات عطري) والفلفل الحار والزنجبيل. وقد سجلت هيئة سلامة الأغذية الإثيوبية سلامة تسريب أوراق القهوة لدى الاتحاد الأوروبي.

## روابط خارجية
- ميسوب عبر أمريكا: المأكولات الإثيوبية في الولايات المتحدة الأمريكية كتاب عن تاريخ وثقافة المأكولات الإثيوبية
- دليل المطاعم الإثيوبية دليل للمطاعم الإثيوبية في الولايات المتحدة الأمريكية. يتضمن زيارات فيديو لبعض المطاعم
- كل شيء عن التيج موقع شامل عن نبيذ العسل الإثيوبي
- اللحم النيء، طبق إثيوبي رجولي لوس أنجلوس تايمز، 14 يوليو 2011
- التوابل الإثيوبية نسخة محفوظة 24 نوفمبر 2020 على موقع واي باك مشين. بواسطة فاسيكا - أطعمة وتوابل إثيوبية أصيلة